# 維京人

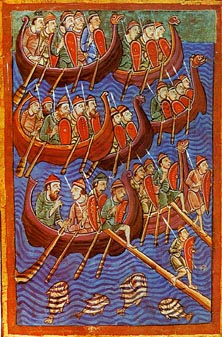
11世紀繪畫中的丹麥海員

维京人是诺斯人（意即“北方人”，现在則稱为斯堪的納维亚人）在北歐區域的一支，主要由探险家、狂戰士、商人、水手、海盗、巫師和工匠組成一類族群集合體。他們來源於現代的挪威中部和南部、丹麦全境以及瑞典中部和南部，在北歐尚未形成“國家”的概念之前就以一個鬆散的部落聯盟的形式存在，並非是統一的國家或民族。
8世纪—11世纪，他們侵扰并殖民了大部分欧洲沿海，如法國的諾曼底、西西里島及南意大利、拉脫維亞全境、芬蘭南部和西部等诸多區域，其中尤以英格蘭的丹麥王朝和烏克蘭的基輔羅斯最具代表性，甚至影響了英國及俄國後來的歷史進程，維京人的足跡還遍及了北极乃至北美洲東部，形成一片广阔的內海疆域。
在欧洲歷史上，这一时期被称为“维京时期”，這給歐洲各國都帶來了深遠的影響。維京人的造船術、北歐神話體系、針織花紋和卢恩符文占卜的造詣處於欧洲的顶尖位置，帶動歐洲其它國家在這些技術上的發展；但是，其防禦型武器、狩獵、禮服體系、社交文化、飲酒習俗、文學和奢侈工藝品與同时期的欧洲相比較又為原始野蛮，反而受到歐洲基督教-日耳曼文明的同化，是偏科非常嚴重的文化族群。在維京人在接受基督教之後，大多數文化逐漸被歐洲人同化，但其宗教、建築、節日、飲食文化並未完全消失，而是在日常生活中和歐洲人的主流形式融合，雖然喪失了一些自己的原貌，但是其後代——北歐的維京人三國（丹麦、瑞典、挪威）至今仍然保有大量有别于其它基督教欧洲国家的独特文化遺產。
因為維京人的特殊文化遺產，故在現代的電影藝術和電子遊戲中經常能發現這類族群的身影。

## 名稱解釋及形成背景
這段時間北歐的軍事、貿易及人口擴張是斯堪的納维亚、不列顛群島、西西里、俄羅斯及歐洲其他地區中古時期歷史的一個重要元素。在英语中，维京人这个词是从18世纪的传奇故事中引入的，有一种说法认为可能是来源于古代北欧人的古北欧语语言，“vik”意思是“海湾”，“ing”意思是“从……来”，加起来“维京”意思是在海湾中从事某种事，“vikingr”是在海湾中从事这种事的人。另一种说法认为是来源于古英语“wíc”意思是“进行贸易的城市”，因为后来部分维京人定居到不列颠岛，并和当地人进行贸易。他们在公元800到1070年处于统治地位，对海上交通构成威胁。“vikingr”这个词曾经出现在斯堪的纳维亚半岛的古代盧恩文石碑上面，在冰岛的土语中也意味着“海上冒险”。在英语中这个词首先出现在6世纪的古代盎格罗-撒克逊的诗歌中，意思就是海盗，但当时英国人并没有将北欧海盗称为维京。在中古英语中“维京”这个词已经消失了，但18世纪时又重新出现在传奇故事中，到了20世纪，“维京”不仅指海盗，意义扩展为指斯堪的纳维亚人，并出现许多新词如：“维京时代”、“维京文化”、“维京殖民地”等。由于后来斯堪的纳维亚人沿着芬兰、俄罗斯平原的河流从事商业活动直到东罗马帝国，并在河流沿岸设立殖民地定居，所以后来将来自斯堪的纳维亚的商人也称作维京，北美洲的斯堪的纳维亚人也被说英语的人称为维京。实际上并不是所有斯堪的纳维亚人都是海盗，他们和其他地区的欧洲人一样也是农民、渔夫和猎人，他们为了防止海盗入侵也成立了舰队，将所有的斯堪的纳维亚人都称为维京会造成混淆。

## 历史
最早见于记载的维京海盗，是记录在《盎格魯-撒克遜編年史》中的公元789年，一次对英国的袭击：当时这些海盗被英国官员误认是商人，官员要向他们徵税，海盗只好杀死官员。第二次是在公元793年。以后200年间，维京不断地侵扰欧洲沿海，沿着河流向上游内地劫掠，曾经控制东欧平原和波罗的海沿岸。据说他们曾远达地中海和里海沿岸。其中的一支渡过波罗的海，并远征诺夫哥罗德，到达基辅和伏爾加保加利亞，并建立基辅罗斯。有些船队远航至里海，前往大伊朗、美索不达米亚和阿拉伯人做生意。而更为著名的一支维京人沿着西欧的大西洋沿岸向南挺进，在欧洲的心脏地带掀起轩然大波。他们大肆劫掠大不列颠岛，并且还向西欧进行了侵扰。维京（Vikings）一词便带有掠夺、杀戮等意思。维京人对于欧洲历史尤其是英格兰和法兰西的历史进程产生过深远影响。
11世纪时的日耳曼人历史学家不来梅的亚当曾在他的著作《汉堡大主教史》第四卷中记载过：“海盗们在西兰岛聚集了大量的黄金，这些海盗被他们自己人称为维京，我们称他们为阿斯考曼尼，他们向丹麦国王纳贡”。
13世纪时，挪威国王哈罗德一世下决心要将这些海盗从苏格兰及附近岛屿清除出去，部分维京人逃到冰岛。北欧的传说将他们描绘成无畏的英雄，但到了18世纪的传奇中又把他们描绘成强盗。其他欧洲人认为是斯堪的纳维亚农民业余去做海盗，但斯堪的纳维亚人认为可能这些人只是非法的强盗。

## 維京時代

九世紀初期的歐洲

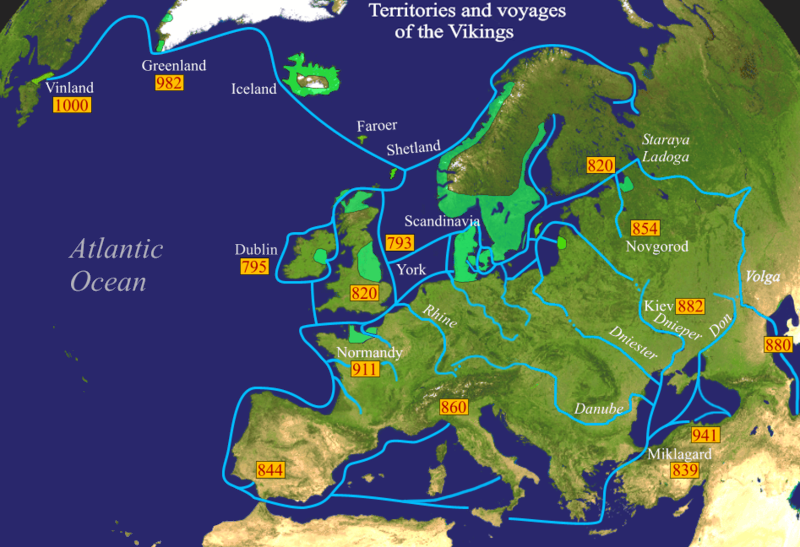
維京人的航行與領土

北方日耳曼人從公元790年開始擴張，直到公元1066年丹麥人的後裔征服英格蘭，一般稱之為“維京時代”，是歐洲古典时代和中世紀之間的過渡時期。維京人是著名的航海家，他們在昔德蘭群島、法羅群島、冰島、格陵蘭島，都設立了殖民地，在10世紀末曾不定期地在美洲紐芬蘭居住過。他们不僅是海盗，也同時進行貿易，甚至定居在歐洲沿海和河流兩岸。
有記錄說公元839年他们曾作為东罗马帝國的雇傭兵而征战北非。他們的殖民地遍布歐洲，包括英格蘭的丹麥区、基輔羅斯、法國的諾曼第等等。只是到了維京時代的末期，北歐才出現獨立的國家和國王，同時也接納了基督教，开始进入中世纪。東羅馬以及西亞回教諸國等地中海東岸國家因國勢較強，維京人在此處的擴張比較受挫，坎尼戰役甚至遭受東羅馬毀滅性打擊而被迫延後在義大利的霸業。而西歐諸國由於長期藩鎮割據致使維京人得以大肆擴張，直到中世紀中期西歐各国因為強化王權或都市同盟勢力抬頭後國勢日盛，才比較有能力抵抗维京海盗。隨後在漢撒同盟、威尼斯等諸多新興海軍強國打擊下，维京人靠搶掠而創立的霸業方才逐漸消亡。

## 維京人在美洲
維京人萊夫·埃里克松早在哥倫布發現新大陸前五百多年就已登陸了美洲。據推測，他們是在到達格陵蘭岛後，再向西行，才抵達今天加拿大的纽芬兰及巴芬岛。他們在那裡發現了許多有用的物資，包括木材、葡萄、毛皮等，不過他們在美洲大陸只待了大約十年之久，就離開了這個物產豐盛的大陸，而原因可能是因為美洲原住民。
考古學之前發現，加拿大紐芬蘭的蘭塞奧茲牧草地上，有8座木造建築遺址，是維京人曾駐足此地，但發現當時的科學研究能力有限，無法得知維京人確切抵達的日期。2021年10月，荷蘭格羅寧根大學學者在科學期刊《自然》發布學術研究結果，木造遺址是維京人在西元1021年所建。巧合的是，建築時間與科學證實日期，恰巧相距10個世紀。
該大學在研究中以科學方式，利用宇宙射線在樹木年輪中形成的放射性特殊碳訊號，得到公元1021年維京人在紐芬蘭建造木屋的證據。研究者發現公元992年曾有大規模太陽風暴，而遺址中的木材經科技驗證：在該年太陽風暴造成特殊年輪後，繼續形成有29圈的年輪，代表遺址中的該批木材是在1021年被砍伐。此研究克服先前對於年份估計的不精確性，為歐洲人登陸美洲的歷史奠定了標竿，對於後續有關維京的歷史研究，例如：知識轉移、遺傳資訊、動物遷徙和病理學交換，有很大的意義。

## 貿易

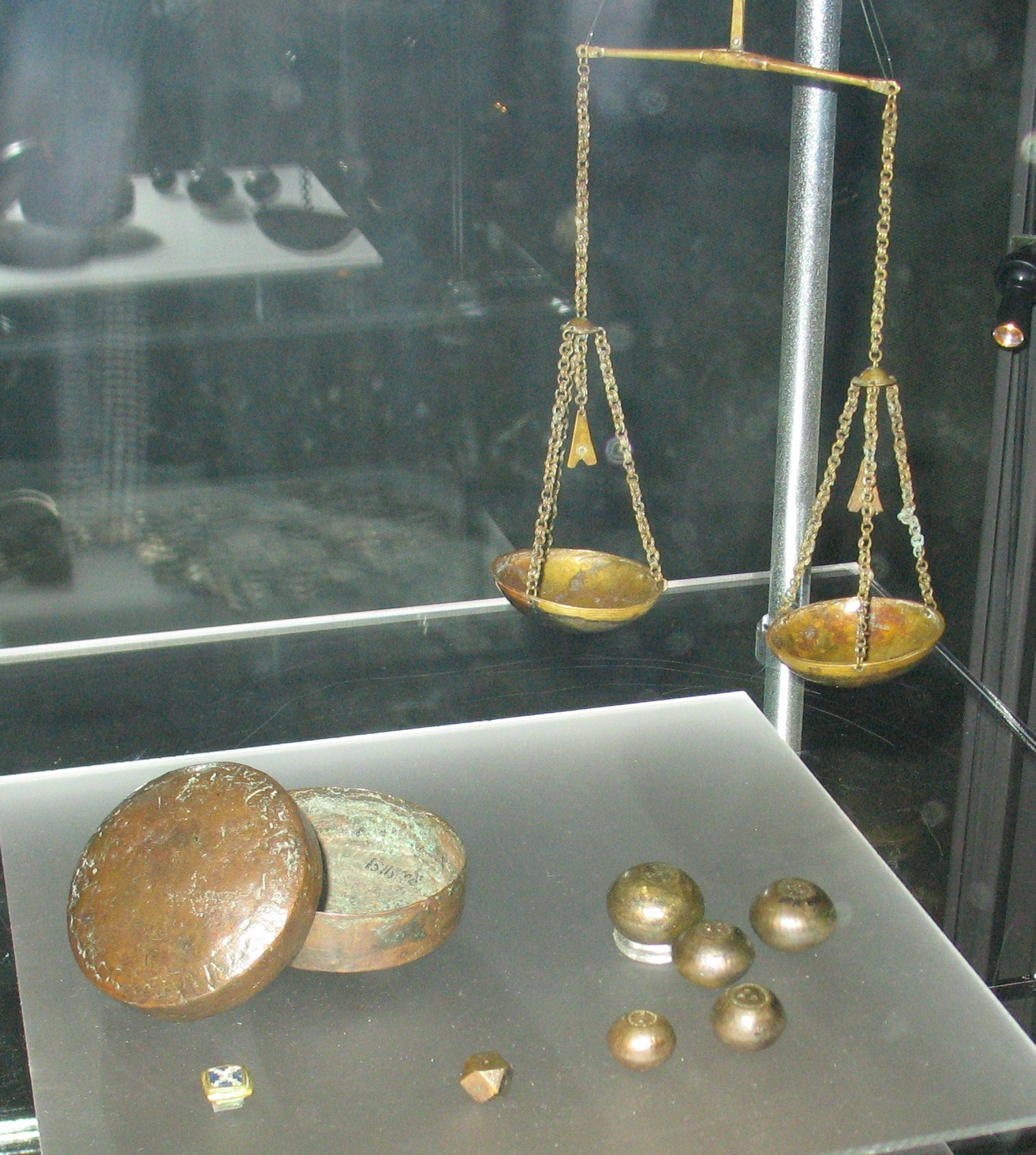
維京貿易商用的秤和砝碼，用在測量銀，有時也拿來測量金，來自锡格蒂纳箱

維京人和當時已知的世界建立了廣泛的貿易網絡，對歐洲及斯堪的纳维亚半岛的經濟發展有一定程度的影響。
維京世界不太使用金錢，只有像里伯及赫德比之類的貿易中心才會使用，其經濟稱為金銀塊經濟。當時交易最常用到的金屬是銀，有時也會使用金作為交易媒介。銀是用銀棒或是錠的方式流通，也有用首飾或是珠寶的形式流通。貿易商會帶著小的秤，可以精準的量測重量，因此雖然沒有一般的貨幣，但可能已有非常精準的貿易系統。

## 维京人的船
维京人的船是维京文化中重要的组成部分，可以说维京人的一切都与他们的船有密切联系。维京船制造的材料主要取自高大笔直的橡树。维京船分为战船和货船两类。战船较轻，船窄，灵活轻便，又很耐风浪；而货船的船身又高又宽，船体也很重，在波涛汹涌的大海中载重航行时可保持稳定。两类船都有通常所说的弯曲船首，用一整块完整的橡木精雕细刻而成。
维京长船由于吃水浅，速度快，转向灵活，十分适合远征异地时突袭式的掠夺活动。但由于维京战船甲板是露天的，因此無法挡风遮雨。风雨和巨浪仍然使维京人又冷又湿，冻死人和夜晚被巨浪卷下海淹死都是很常见的事。由此可见，维京人的这种穿越大海的征服行动无疑必须具有无比的勇气和坚定的毅力，在取得胜利之前首先要忍受极大的痛苦。因此维京人这个名词从中世纪强烈的贬义到了今天又带有勇气的含义。

## 维京戰士
維京人的軍事上存在一些罕見於其他民族的兵種。

### 狂戰士
狂戰士帶著打死不退的精神與敵人廝殺，他們自認有「奧丁的庇護」而勇往直前無所畏懼。其形象常與狼、熊等元素掛上關聯，如其英文「berserker」即為北歐語的字根「ber」(熊)加上「sekr」(上衣)組成。
狂戰士隨著基督教在斯堪地那維亞的擴張而有所衰退。教會視其為「狂亂的心靈」，並將強盜、野蠻等形象加諸在狂戰士身上，使其被排擠出主流社會。此外，法律也將其「狂暴」視為罪刑，並施以監禁、流放等懲罰，這些種種因素使得狂戰士逐漸淡出了歷史。

### 騎馬戰士
傳統上維京人的戰鬥配置中並沒有騎兵，因為馬匹在斯堪地那維亞為罕見動物，地形破碎的斯堪地那維亞出產的馬也不是優良的戰馬，所以配有坐騎的人只為了彰顯自己的身分地位，通常是國王、伯爵、指揮官等戰場上的重要人物。
維京時代的後期，丹麥王室將騎兵編入了親衛隊當中，這可能是模仿法蘭克人或諾曼人的騎士制度，但馬只是交通工具，且維京人不諳馬術與馬戰，皆以下馬作戰為主。

### 傭兵
維京傭兵團盛行於十世紀至十一世紀初，他們受雇於法蘭克人、盎格魯-薩克遜人、西班牙人、東歐各民族等勢力。雇用者除了給予金錢報酬之外，為了避免傭兵團見利忘義而倒戈，也可能給予土地等等無法帶走的獎勵，使得傭兵無法輕易背棄他們之間的雇約。

### 瓦蘭吉衛士團
瓦蘭吉衛隊為拜占庭的菁英親衛隊（為維京傭兵團的一種）。領軍者則仍是拜占庭人。
拜占庭帝國和羅斯公國在西元860年簽訂了和約，使得拜占庭帝國可在公國內雇用士兵作為自己的部隊，而這個被雇用的士兵包含了當時在基輔流浪的維京傭兵。西元911年時，約有七百名「瓦蘭吉人」於拜占庭從軍。十世紀時，巴西尔二世將此兵團擴充至六千人左右，並用其東征西討。之後因戰死、退役、預算收縮等因素，衛士團數量逐漸縮編至三千人以下。
瓦蘭吉衛隊的標準配備為一頂頭盔、一件鎖子甲，並手持一把雙手巨斧。

## 传说

### 有角的头盔

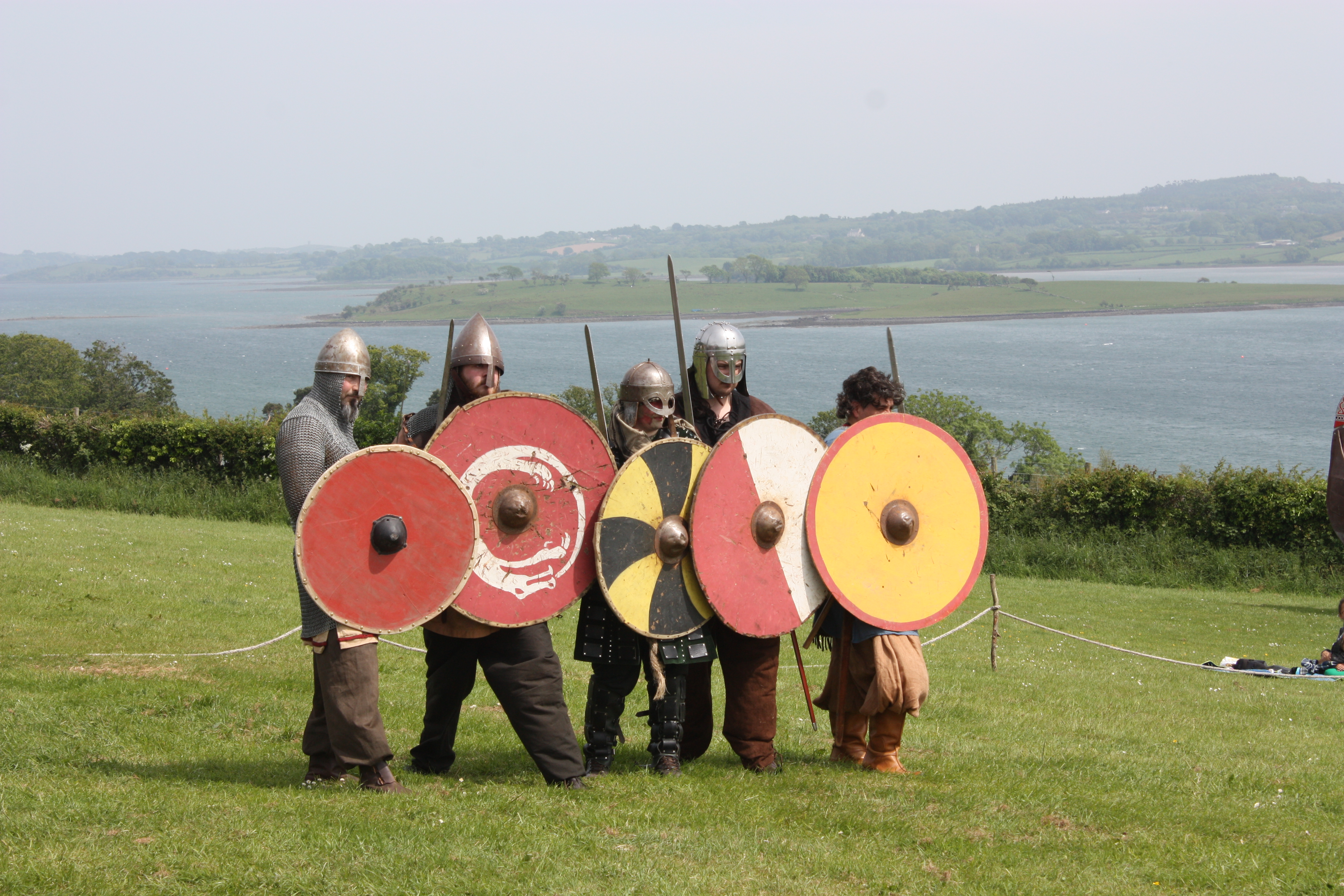
Magnus Barelegs的維京節，其中的头盔上沒有角

传说中维京人戴着有角的头盔。除了兩三個儀式中用的头盔外（上面可能是象徵烏鴉、蛇或牛角的突起物），沒有證據說明维京人會戴角盔。正式、近距離的维京戰鬥（可能是在屏蔽牆或是在艦島上）中，戴著角盔很麻煩，甚至會造成戰友的危險。
歷史學家相信維京戰士不會戴角盔，不過不確定是否會在其他儀式使用。有關維京戰士戴角盔的誤解可能是來自19世紀的Geatish社群愛好者，Geatish社群在1811年於斯德哥爾摩成立，提倡用北歐神話作為一些高雅藝術的主題。這種有關维京人戴有角的头盔的印象也可能是來自理查·華格納1876年的劇作《尼伯龍根的指環》。
維京人常會用有翼的頭盔和古典時代的服裝來加以描繪，特別是那些北歐諸神的服裝，其目的是將維京人和他們的神話連在一起，這是歐洲文化中常見的理想化。
後來民族浪漫主义創造的迷思將維京人和二千多年前的北歐銅器時代混為一談。北歐銅器時代的岩刻上有出現過角盔，也有在考古的物品中發現過（例如布胡斯及Veksø的頭盔），可能是用在禮儀上的用途。
像《Hägar the Horrible》和《北海小英雄》等卡通，以及明尼蘇達維京人和坎培拉奇襲隊的圖案中，仍沿用了维京人戴着角盔這個被誤解的概念，可能也造成此一迷思的傳播。
維京人的頭盔是硬皮革製的圓錐形物體，在正規部隊中會木頭及金屬加以強化。鐵質且有面具的頭盔是首領用的，是以中瑞典以往在文德爾的頭盔為基礎。唯一真正的維京人頭盔是在挪威的Gjermundbu發現的，是鐵製的頭盔，年代可以追溯到第十世紀。

### 其他
传说中维京人浑身肮脏，蓬乱的长头发和大胡子混在一起，用人的头盖骨作酒碗。实际古代北欧语言中skal意思是酒碗，被不正确地翻译成拉丁语的“头盖骨”；当时维京人喜好清洁在历史上是有记载的。
傳說維京人身材是很高大。有現代學者對此進行過研究，研究指出當時的維京人身高大約是168.4公分至174公分。與現代人比起來，維京人的身材不算是很高，但跟當時的人相比，維京人的確是比較高。
維京人很乾淨，非常在乎他們的外表和良好的衛生習慣。與普遍的看法相反，他們經常洗澡，遠遠超過中世紀後期的人口。星期六的古挪威語單詞是Laugardagr，即洗滌日。907年，一群瑞典維京人在黑海與拜占庭帝國之間簽訂和平條約的要求之一是斯堪的納維亞人應該可「隨心所欲」地進入拜占庭人的公共浴池。

## 社會
維京人的社會分為三個社會經濟階層;奴隸、農場工人（自由農民）和伯爵。
奴隸是社會中最底層的階級，是社會的重要組成部分，負責執行日常任務和進行大型建築專案，但他們也從事貿易和經濟活動。奴隸還被用作農場的工人和伯爵的大家庭僕人和勞工，他們被用來建造防禦工事、坡道、運河、墳墓、道路和類似的艱苦勞動。根據帝國遷徙的記載，奴隸被鄙視和看不起，新的奴隸是由現有奴隸的兒女獲得的，或者是通過在其他土地上掠奪獲得的，奴隸或出售給穆斯林，以換取阿拉伯白銀。
自由農民。他們擁有自己的農場、土地和牛群，他們每天從事農業工作，耕田，擠奶，建造房屋和馬車，但他們也經常有奴隸來維持生計。
伯爵是維京社會的貴族。他們很富有，擁有大農場和巨大的長屋，有馬和許多奴隸。奴隸或僕人負責大部分日常工作，而伯爵則從事行政、政治、狩獵、拜訪其他伯爵或出國探險。當伯爵去世並被埋葬時，他的私人奴隸有時會被殺死並與他一起埋葬，正如一些考古發掘所顯示的那樣。